# Eurytoma ceanothi
Eurytoma ceanothi is een vliesvleugelig insect uit de familie Eurytomidae. De wetenschappelijke naam is voor het eerst geldig gepubliceerd in 1971 door Bugbee.